# Louis Marie Turreau
Louis Marie Turreau, detto Turreau de Garambouville (Évreux, 4 luglio 1756 – Conches, 10 dicembre 1816), è stato un generale francese.
È famoso per avere organizzato le Colonne infernali durante le Guerre di Vandea, che hanno massacrato decine di migliaia di vandeani ed hanno devastato il loro paese. Proseguì in seguito una carriera di alto funzionario, diventando ambasciatore negli Stati Uniti, quindi barone dell'impero.

## Le origini e i primi incarichi militari
Il padre di Louis-Marie Turreau era procuratore fiscale delle acque e foreste della contea di Évreux, e successivamente divenne sindaco della città. Questa situazione garantì a Turreau alcuni privilegi, anche se non erano nobili. Louis Marie Turreau è un rivoluzionario entusiasta fin dal 1789. Come molti borghesi dell'epoca approfitta della rivoluzione per farsi eleggere sindaco di Aviron, e compra alcuni beni ecclesiastici (fra cui l'abbazia di Conches).
Prima della rivoluzione, non ha mai svolto una reale attività militare: faceva parte delle guardie del corpo del conte di Artois, ma è stato arruolato solo come riservista.
Dopo il 1789 si arruola nella guardia nazionale di Conches, e ne diventa il comandante nel luglio 1792. A settembre, si fa eleggere capitano di un reggimento di volontari dell'Eure, e parte per combattere alle frontiere del Nord. A novembre viene promosso colonnello, e integrato nell'esercito di Moselle.
Nel giugno 1793, viene integrato nell'esercito delle coste di La Rochelle, fino all'8 ottobre ma l'incarico non lo soddisfa, infatti confida a un amico: "Mescolerò cielo e terra pur di non andare a Poitou. Questa specie di guerra non mi piace". Combatte tuttavia due mesi in Vandea. In seguito è nominato comandante dell'esercito dei Pirenei Orientali fino al 27 novembre, prima di essere nuovamente nominato comandante in capo dell'esercito dell'Ovest. Assume senza entusiasmo il suo ennesimo nuovo incarico il 29 dicembre, mentre gli ultimi elementi dell'Esercito cattolico e reale sono schiacciati da Kléber e Marceau a Savenay.

## Le colonne infernali
Turreau, visti gli insuccessi degli altri generali, pensò a un piano per porre fine all'insurrezione vandeana. Crea quindi le Colonne infernali, che consistevano in 12 colonne militari che avrebbero dovuto percorrere il territorio insorto da est verso ovest uccidendo chiunque gli si opponesse senza guardare al sesso o all'età dei malcapitati, e bruciando ogni città o villaggio avesse aiutato i vandeani. Il 21 gennaio 1794 Turreau diede avvio al progetto diramando quest'ordine ai suoi uomini:

«Tutti i briganti che saranno trovati armi alla mano, o rei di averle prese, saranno passati a filo di baionetta. Si agirà allo stesso modo con le donne, le ragazze e i bambini [...] Neppure le persone semplicemente sospette devono essere risparmiate. Tutti i villaggi, i borghi, le macchie e tutto quanto può essere bruciato sarà dato alle fiamme.»
Le colonne infernali terminarono in seguito all'arresto di Robespierre. La Convenzione Nazionale realizzò infatti che per risolvere il problema la violenza era inefficace, quindi decise di cambiare politica mettendo agli arresti tutti i fautori del massacro. Il 28 settembre 1794 anche Turreau viene arrestato scontando un anno in prigione, durante il quale scrive le sue memorie sulla guerra di Vandea.
Verrà poi liberato il 19 dicembre 1795, perché i giudici stabiliscono che la sua colpa è relativa dal momento che si era limitato a eseguire degli ordini.
Dal 1803 al 1811, è ambasciatore negli Stati Uniti, quindi comandante di svariati accampamenti militari.
Nel 1814, si sottopone al giudizio di Luigi XVIII e durante i Cento Giorni, pubblica la "Mémoire contre le retour éphémère des hommes à privilèges", tuttavia non viene punito per i massacri compiuti e due anni dopo muore dopo essersi ritirato nelle sue proprietà.